# Productores de Música de España
PROMUSICAE, punog naziva Productores de Música de España, je službena španjolska diskografska udruga i španjolska podružnica IFPI-a. PROMUSICAE ima vlastite top liste singlova i albuma te dodjeljuje certifikacije za iste.

## O PROMUSICAE-u
Top liste singlova i albuma se izdaju nedjeljom. Digitalni downloadi singlova imaju veću važnost za top listu singlova od prodaje CD singlova. U 2006. godini samo je jedan singl certificiran s prodajom većom od 11.000 primjeraka. Od siječnja 2009. PROMUSICAE više ne izdaje top listu CD singlova. Zamijenila ju je "Španjolska Top 50 lista singlova" (Canciones Top 50) koja objedinjuje prodaju CD singlova, digitalne downloade i ringtone.

### Borba protiv piratstva
U travnju 2005. PROMUSICAE je podnio tužbu protiv Kazaa P2P mreže zbog slanja poruka preko 10.000 korisnika u kojima se navodi link za ilegalno skidanje pjesama. Početkom 2008. pokrenuli su sudski proces protiv Telefónice, najvećeg španjolskog pružatelja internetskih usluga da im dadu informacije o korisnicima Kazaae, da ih mogu tužiti. Slučaj je dobio ime Promusicae v. Telefónica i završio je na Europskom sudu pravde. Sud je utvrdio da Telefónica nema dužnost da PROMUSICAE -u dadne tražene informacije.

## Top liste
- Top 50 singlova (Top 100 Canciones)
- Top 100 albuma (Top 100 Albumes)
- Top 20 kompilacija
- Top 20 DVD-a
- Airplay top lista

## Certifikacije
| Format   | Zlatna | Platinasta | Dijamantna |
| -------- | ------ | ---------- | ---------- |
| Albumi   | 30.000 | 60.000     | 800.000    |
| Singlovi | 20.000 | 40.000     | —          |

## Vanjske poveznice
- Službena web stranica (engl.)